# Lay Low
"Lay Low" é segundo single do quinto álbum de estúdio de Snoop Dogg chamado Tha Last Meal lançado em 2000. A canção conta com a participação dos rappers  Master P , Nate Dogg , Butch Cassidy , e Tha Eastsidaz . Lay Low foi um dos últimos singles de Snoop Dogg para a gravadora No Limit Records

## Vídeo Clipe
O vídeo da canção foi produzido por Dr. Dre e Master P e conta com a participação dos integrantes do grupo Tha Dogg Pound. O conceito do vídeo clipe é abordar a vida da mafia.

## Desempenho nas tabelas musicais
| Paradas (2001)                                 | Melhor Posição |
| ---------------------------------------------- | -------------- |
| O campo songid é OBRIGATÓRIO PARA PARADA ALEMÃ | 49             |
| Estados Unidos (Billboard Hot 100)             | 50             |
| Estados Unidos (Billboard R&B/Hip-Hop Songs)   | 8              |
| Estados Unidos (Billboard Hot Rap Songs)       | 5              |
| Estados Unidos (Billboard Radio Songs)         | 44             |
| Estados Unidos (Billboard Rhythmic)            | 17             |
| Estados Unidos (Billboard R&B/Hip-Hop Airplay) | 15             |
| França (SNEP)                                  | 81             |
| Japão (Tokio Hot 100)                          | 93             |
| Países Baixos (Single Top 100)                 | 33             |
| Suíça (Schweizer Hitparade)                    | 48             |